# Bell ARH-70 Arapaho
Le Bell ARH-70 Arapaho, est un hélicoptère militaire monomoteur léger conçut dans le cadre du programme Armed Reconnaissance Helicopter (ARH) de l'United States Army Aviation. Doté d'un équipage composé de deux pilotes et optimisé pour le combat urbain, l'ARH-70 est développé en vue du remplacement des OH-58D Kiowa Warrior en service jusqu'en 2017.
Les retards excessifs et l'augmentation des coûts du programme conduisent à son annulation le 16 octobre 2008 quand le département de la Défense échoue à justifier le budget du programme devant le Congrès. L'ARH-70 avait été présenté comme étant conçu à partir de technologies prises sur étagères ; la cellule est basée sur le Bell 407, succès commercial de Bell.

## Conception et développement
Le 23 octobre 2004, l'US Army annonce sa décision de mettre fin au programme d'hélicoptère de reconnaissance armée RAH-66 Comanche. Le programme a coûté 6,9 milliards de dollars en 20 ans de développement sans aboutir à un appareil de série. L'annulation est le résultat de six mois d'études dirigés par le chef d'état-major de l'US Army, le Général Peter Schoomaker. L'étude recommande l'annulation du programme Comanche avant qu'il n'atteigne le stade de la production en série, l'US Army pourrait ainsi sauver 14 milliards de dollars pour mettre à niveau et remplacer les cellules vieillissantes déjà en service.
L'OH-58D Kiowa Warrior est noté dans l'étude comme faisant partie des appareils à remplacer au sein de la flotte active, ceci sur la base de l'âge des cellules, des pertes récentes et du manque de cellules de remplacement. L'US Army développe alors un concept d'hélicoptère de reconnaissance armée utilisant des technologies prises sur étagères, le but étant d'équiper une unité opérationnelle en septembre 2008 composée de 30 hélicoptères et de huit appareils d'entraînement. Le 9 décembre 2004, les responsables de l'US Army publient un appel d'offres pour le programme ARH. Deux entreprises répondent :
- Boeing propose une version mise à niveau du MH-6 Little Bird, le MH-6M Mission Enhanced Little Bird (MELB). Du fait qu'il est déjà en service au sein du 160th Special Operations Aviation Regiment, il devient le favori malgré les doutes concernant les possibilités pour MD Helicopters d'augmenter la production pour satisfaire aux demandes du contrat. Pour remédier à ce problème Boeing achète les droits de production pour la conception et sert de maître d’œuvre[7]

- Bell Helicopter propose une version modernisée du concept de l'OH-58D avec une version militarisée du Bell 407, utilisant un moteur plus puissant Honeywell HTS900

, un rotor principal entièrement composite basé sur celui du Bell 430 (en) et l'ensemble arrière du Bell 427 (en).
Le 29 juillet 2005, l'US Army annonce que Bell remporte un contrat pour 368 appareils. Il a eu une certaine confusion les chiffres de Bell plaçait la valeur du contrat autour de 2,2 milliards de dollars tandis que l'US Army l'estimait à plus de 3 milliards de dollars en comparaison de sa précédente estimation de 2,36 milliards de dollars. Le contrat comprend le développement de prototypes et la livraison à l'US Army d'appareils de pré-production en vue de test, et la première unité opérationnelle pour fin septembre 2008,

## Les essais en vol

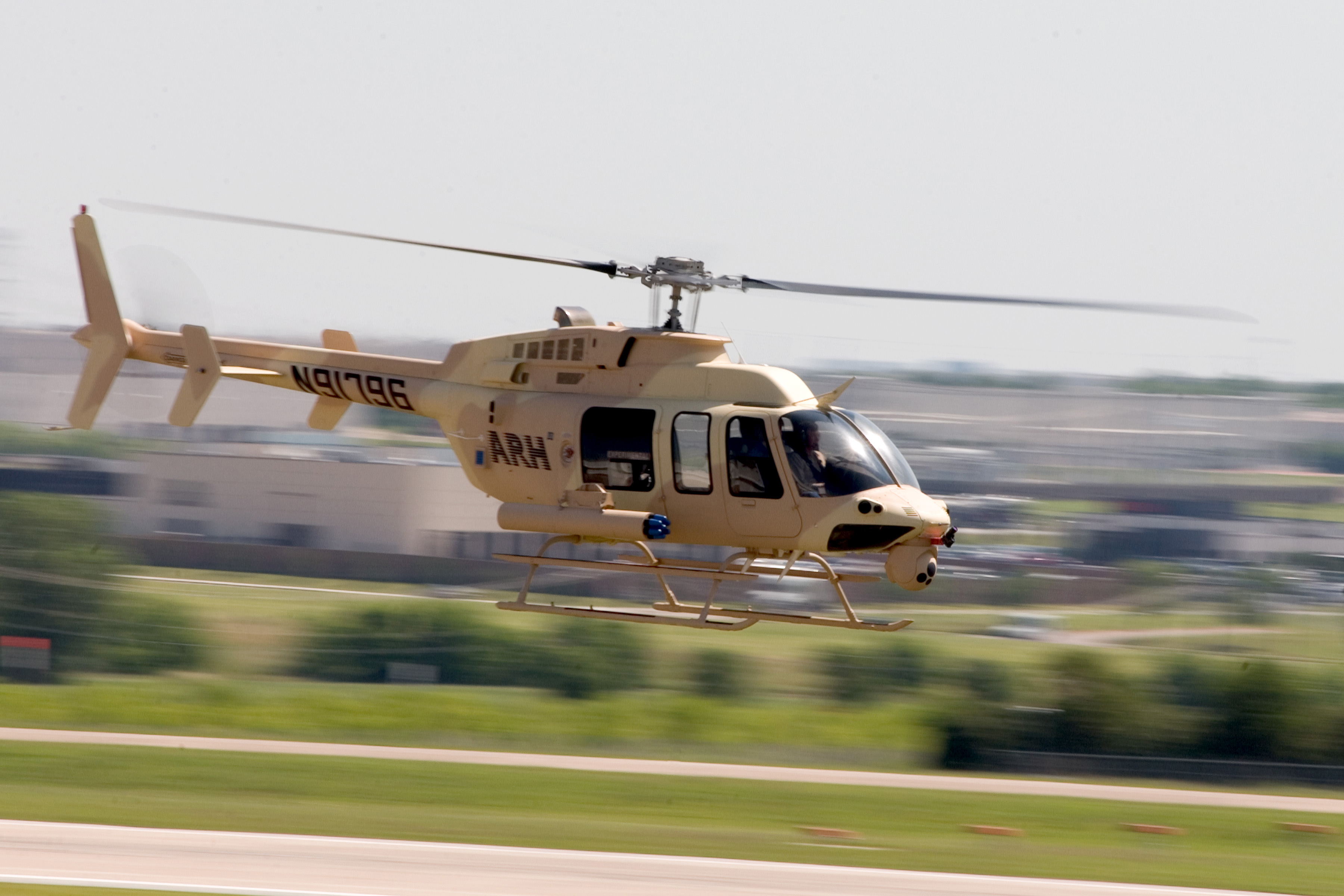
Un Bell 407 utilisé dans la phase initiale du développement de l'ARH.

Le démonstrateur du Bell ARH, un Bell 407 (s/n 53343/N91796) modifié, effectue son premier vol le 3 juin 2005. En février 2006, le démonstrateur ARH vole avec une avionique et des équipements de missions limités, et en avril, Bell équipe le démonstrateur de la turbine Honeywell HTS900-2, suivent une série d'essais au sol. Le premier vol de l'ARH-70 intervient le 20 juillet 2006, sur le site XworX de Bell à Arlington, Texas. Ce premier vol a été retardé à deux reprises en mars et en mai pour permettre à Bell de préparer le prototype comme l'appareil de pré-production, Bell et l'US Army convenant que ce délai est nécessaire pour le bon déroulement du programme .
Le 21 février 2007, lors de son premier vol le prototype no 4 (s/n 53906/N445HR) subit une perte de puissance moteur à cause d'une panne d'alimentation en carburant et effectue un atterrissage en autorotation près d'un terrain de golf. L'appareil est trop endommagé pour être réparé après s'être retourné lors de l'atterrissage mais les pilotes ne sont pas blessés,,

## Les problèmes des coûts du programme
Un mois plus tard, le 22 mars 2007, l'US Army publie une instruction d'arrêt de travail, donnant 30 jours à Bell pour établir un plan permettant de remettre les coûts de développement du programme ARH sur de bon rails. Les estimations précédentes pour la partie démonstration des développements systèmes du programme avait augmenté de 210 millions de dollars à plus de 300 millions de dollars. Textron, la société mère de Bell, informe ses investisseurs qu'ils peuvent perdre 2  à   4 millions de dollars par appareils avec ce contrat. Bell fait appel et reçoit la permission de continuer le développement en utilisant des fonds propres jusqu'à ce que l'instruction soit close. Le 18 mai 2007, l'US Army approuve la reprise du programme ARH
Le 25 juillet 2007, le Sous-comité des crédits pour la Défense de la Chambre de représentants rédige un projet de loi pour le budget de la Défense 2008 qui ne prévoit aucun crédits pour la production de l'ARH-70, considérant l'inaptitude de Bell à commencer la production, mais continue à prévoir des fonds pour la recherche et le développement. Cependant, en janvier 2008, les représentants du gouvernement commence à travailler à une politique d'exportation pour permettre de vendre l'ARH-70 à l'exportation. En incluant les 512 hélicoptères commandés par l'US Army, la prévision de commande s'établit à plus de 1 000 appareils.
L'US Army prévoit un coût Nunn-McCurdy et celle-ci se réalise le 9 juillet 2008 quand la nouvelle estimation des coûts montre une augmentation de 40 % par rapport au coût initial. En août 2008, l'US Army demande à Bell de cesser l'embauche de salariés pour le programme ARH-70 en attendant le résultat de la revue Nunn-McCurdy

## L'annulation
Le 16 octobre 2008, le Bureau exécutif des acquisitions pour l'aviation de l'US Army demande que le contrat pour l'ARH soit résilié totalement selon le souhait du gouvernement. L'annulation  est le résultat de la non-validation des 6.2 milliards de dollars du programme ARH-70 par le Congrès. John Young, le Sous-secrétaire à la Défense chargé des acquisitions, des technologies et de la logistique, explique que la raison de la fin du programme est le coût excessif du programme qui a augmenté de 70 % passant d'un coût unitaire de 8,5 millions de dollars à 14,5 millions de dollars.

### Développement lié
- Bell 407

### Aéronefs comparables
- Bell OH-58 Kiowa
- MH-6 Little Bird
- RAH-66 Comanche
- Eurocopter UH-72